# Bahnstrecke Presque Isle Junction–Washburn Junction
| Streckenlänge: | 3,48 km              |                          |                          |
| Spurweite: | 1435 mm (Normalspur) |                          |                          |
| Zweigleisigkeit: | %                    |                          |                          |
| |                      |                          |                          |
| Gesellschaft: | zuletzt AVR          |                          |                          |
| \| \| \| von West Caribou \| \| \| \| 0,00 \| Presque Isle Junction ME \| Presque Isle Junction ME \| \| \| \| nach Presque Isle (AVR) \| \| \| \| \| Presque Isle Stream \| \| \| \| 0,58 \| Caribou Road ME \| Caribou Road ME \| \| \| \| von Presque Isle (CP) \| \| \| \| 3,48 \| Washburn Junction ME \| Washburn Junction ME \| \| \| \| nach Aroostook Junction \| \| |                      |                          |                          |
| Strecke (außer Betrieb) |                      | von West Caribou         | von West Caribou         |
| Bahnhof (Strecke außer Betrieb) | 0,00                 | Presque Isle Junction ME | Presque Isle Junction ME |
| Abzweig geradeaus, nach rechts und von rechts (Strecke außer Betrieb) |                      | nach Presque Isle (AVR)  | nach Presque Isle (AVR)  |
| Brücke über Wasserlauf (Strecke außer Betrieb) |                      | Presque Isle Stream      | Presque Isle Stream      |
| Dienststation / Betriebs- oder Güterbahnhof (Strecke außer Betrieb) | 0,58                 | Caribou Road ME          | Caribou Road ME          |
| Abzweig geradeaus und von rechts (Strecke außer Betrieb) |                      | von Presque Isle (CP)    | von Presque Isle (CP)    |
| Dienststation / Betriebs- oder Güterbahnhof (Strecke außer Betrieb) | 3,48                 | Washburn Junction ME     | Washburn Junction ME     |
| Strecke (außer Betrieb) |                      | nach Aroostook Junction  | nach Aroostook Junction  |

Die Bahnstrecke Presque Isle Junction–Washburn Junction ist eine Eisenbahnstrecke in Maine (Vereinigte Staaten). Sie ist 3,48 Kilometer lang. Die normalspurige Strecke ist stillgelegt und abgebaut.
Die Bahnstrecke entstand zusammen mit der in Presque Isle Junction anschließenden Strecke nach Washburn als elektrische Eisenbahn und wurde wie diese am 1. Juli 1910 durch die Aroostook Valley Railroad (AVR) eröffnet. Die Strecke verläuft am Südufer des Aroostook River entlang durch das Stadtgebiet von Presque Isle. Sie war bei Eröffnung die einzige Gleisverbindung der AVR zum übrigen Eisenbahnnetz. In Washburn Junction schloss sie an die Bahnstrecke Aroostook Junction–Presque Isle der Canadian Pacific Railway an, die 1932 auch die AVR erwarb. Die Oberleitung führte 1200 Volt Gleichstrom. Etwa 1915 wurde die Bahn an einigen Stellen neu trassiert, um Steigungen zu verringern.
Der elektrische Verkehr auf der nur dem Güterverkehr dienenden Strecke endete am 7. August 1946. Nachdem 1992 eine neue Gleisverbindung zur Bangor and Aroostook Railroad im Westen der Stadt Presque Isle in Betrieb genommen wurde, stellte die AVR den Verkehr auf der Strecke nach Washburn Junction ein und legte die Strecke 1993 still.